# أنباردان (تشاراويماق)
أنباردان (بالفارسية: انباردان) هي منطقة سكنية تقع في Charuymaq-e Jonubesharqi Rural District في إيران. يقدر عدد سكانها بـ 20 نسمة .